# مؤسسه علمی ییدیش
مؤسسه علمی ییدیش (به ییدیش: ייִוואָ) که در سال ۱۹۲۵ در ویلنو در جمهوری دوم لهستان (ویلنیوس در لیتوانی کنونی) با عنوان اصلی Yidisher Visnshaftlekher Institut (ییدیش: ייִדישער װיסנשאַפֿטלעכער אינסטיטוט؛ به شکل کوته‌نوشت: YIVO) گشوده شد، سازمانی است که میراث فرهنگی زندگی یهودیان را در سراسر اروپای شرقی، آلمان و روسیه پاسداری، مطالعه، و ترویج می‌کند. این مؤسسه همچنین دستور خط، فرهنگ‌نویسی، و دیگر مطالعات به زبان ییدیش را ترتیب می‌دهد.
نام انگلیسی این سازمان پس از انتقال به شهر نیویورک به مؤسسه پژوهش‌های یهودی تغییر یافت، اما هنوز هم به‌طور عمده با نام کوتاه ییدیش آن شناخته می‌شود. YIVO اکنون از جمله بنیادهای شریک مرکز تاریخ یهود است و به عنوان تنظیم‌کننده دفاکتو زبان ییدیش شناخته می‌شود.

## فعالیت‌ها
YIVO نسخه‌های خطی، کتاب‌های کمیاب و دفتر خاطرات و سایر منابع ییدیش را نگهداری می‌کند. کتابخانه YIVO در نیویورک شامل بیش از ۳۸۵٬۰۰۰ جلد مربوط به اوایل سده شانزدهم است. حدود ۴۰٬۰۰۰ جلد از این کتاب‌ها به زبان ییدیش است، که این مسئله کتابخانه YIVO را به بزرگترین مجموعه آثار زبان ییدیش در جهان تبدیل کرده‌است. بایگانی‌های YIVO بیش از ۲۳٬۰۰۰٬۰۰۰ سند، عکس، ضبط، پوستر، فیلم و سایر آثار را در خود جای داده‌اند. این‌ها همگی بزرگترین مجموعه آثار جهان را در رابطه با تاریخ و فرهنگ یهودیان اروپای مرکزی و شرقی و تجربه مهاجران یهودی آمریکایی تشکیل می‌دهند. مجموعه‌های بایگانی و کتابخانه شامل دوازده زبان اصلی، از جمله انگلیسی، فرانسوی، آلمانی، عبری، روسی، لهستانی و یهودی-اسپانیایی است.
YIVO همچنین به عنوان ناشر کتاب‌های ییدیش زبان و نشریات دوره‌ای را از جمله YIVO Bleter (تأسیس ۱۹۳۱)، Yedies Fun YIVO (تأسیس ۱۹۲۹) و Yidishe Shprakh (تأسیس ۱۹۴۱) منتشر می‌کند. مؤسسه همچنین مسئول انتشارات انگلیسی زبان مانند «سالانه مطالعات اجتماعی یهودیان YIVO» (تأسیس ۱۹۴۶) است.